# Laguna de los Cerros

Laguna de los Cerros e outros sítios na área nuclear olmeca.

Laguna de los Cerros é um sítio arqueológico, ainda pouco escavado, da civilização olmeca datado do período clássico mesoamericano e situado no sopé do lado sul dos Montes Tuxtlas. Juntamente com Tres Zapotes, San Lorenzo Tenochtitlán e La Venta, Laguna de los Cerros é considerado um dos quatro principais centros olmecas.
Laguna de los Cerros foi assim batizado devido aos mais de 100 montículos que marcam a paisagem. O padrão arquitectónico básico consiste de montículos compridos e paralelos flanqueando grandes praças rectangulares. Montículos de forma cónica marcam as extremidades das praças. Montículos maiores, antes plataformas residenciais elevadas, estão associados com os montículos paralelos menores.   A maioria dos montículos datam do período clássico, aproximadamente 250 a 900 d.C.

## História
Devido à sua localização numa passagem entre os vales fluviais a sul e o noroeste, e à sua proximidade a fontes de basalto nas montanhas vulcânicas dos Tuxtlas a norte, Laguna de los Cerros foi ocupado ao longo de um período anormalmente longo - talvez tanto como dois mil anos, desde os tempos olmecas até ao período clássico.
O povoamento de Laguna de los Cerros parece ter ocorrido entre 1400 e 1200 a.C. e por volta de 1200 a.C. havia-se tornado um centro regional, cobrindo cerca de 150 ha. Por volta de 1000 a.C. havia quase duplicado o seu tamanho com 47 sítios mais pequenos num raio de 5 km. Um destes sítios satélites era Llano del Jícaro, que era sobretudo uma oficina de arquitectura monumental devido à sua proximidade aos fluxos basálticos. Os monumentos talhados em basalto de Llano del Jícaro podem ser encontrados não só em Laguna de los Cerros, mas também em San Lorenzo Tenochtitlán, cerca de 60 km para sudeste. Pensa-se que provavelmente Llano del Jícaro era controlado por San Lorenzo Tenochtitlán, directa ou indirectamente ou através do controlo de Laguna de los Cerros.
Llano del Jícaro foi abandonado algum tempo após 1000 a.C. e mesmo Laguna de los Cerros mostra um declínio significativo nesta mesma altura. A causa deste declínio não é conhecida - talvez uma mudança no curso do rio San Juan - mas ele coincide aproximadamente com o declínio e abandono de San Lorenzo, que é muitas vezes atribuído a dificuldades ambientais.

### Cabeças colossais
Ao contrário dos três outros grandes centros olmecas, não foi encontrada qualquer cabeça colossal em Laguna de los Cerros, apesar de terem sido encontrados aproximadamente outras duas dezenas de monumentos do período pré-clássico.

## Notes
1. ↑  Pool, or Diehl.  Cyphers, no entanto, diz que "as investigações recentes não apoiam a ideia de Laguna de los Cerros haver sido um grande centro olmeca".
2. ↑  Cyphers, Introduction.
3. ↑  Diehl, p. 46-47.
4. ↑  Pool, p. 129.  Datas cronológicas e não de radiocarbono; estas últimas variam consideravelmente durante este período.
5. ↑  Ver Pool, p. 131.  Outra alternativa é que Laguna de los Cerros controlava Llano del Jícaro, e que San Lorenzo adquirisse os monumentos e estelas basálticos já acabados.
6. ↑  Pool, p. 155.